# MT 멜중겐
MT 멜중겐(독일어: Handball-Abteilung des SC Magdeburg)은 독일 헤센주 멜중겐을 연고로 하는 핸드볼팀이다. 1861년에 창설되었으며 현재 핸드볼 분데스리가 소속이다.